# Sankt Savas hymn

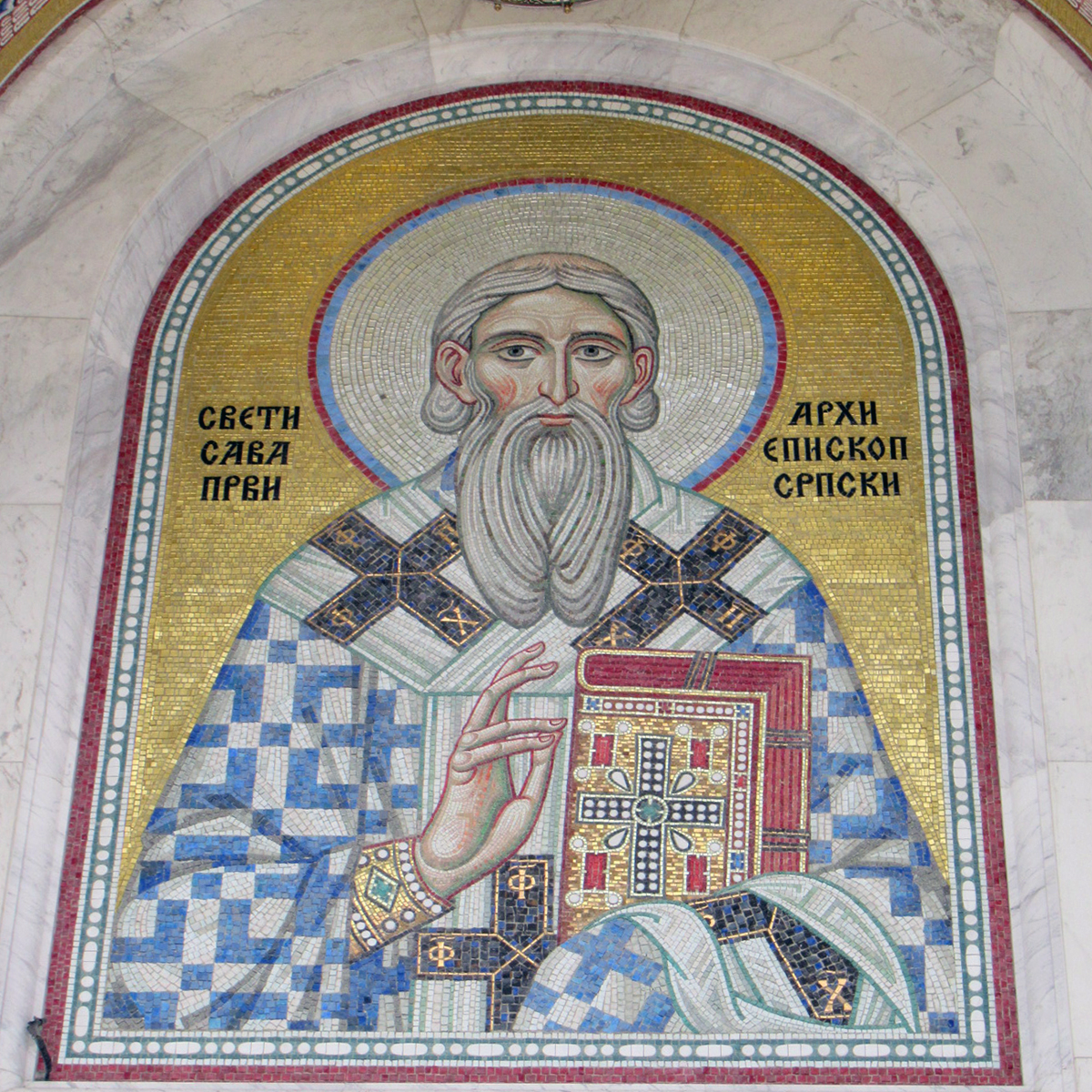
Sankt Sava avbildad på en mosaik på Sankt Savas kyrka i Belgrad, Serbien

Sankt Savas hymn (serbisk kyrilliska: Химна Светом Сави; latinska: Himna Svetom Savi; kyrkslaviska: Гимнъ Свѧто́мꙋ Са́ввѣ) är en serbisk-ortodox kristen hymn helgad åt Serbiens nationalhelgon Sankt Sava, som grundade den Serbisk-ortodoxa kyrkan år 1219 och var dess första ärkebiskop.

## Historik
När Sankt Savas hymn komponerades är inte helt känt, men det antas att den skapades antingen någonstans i slutet av 1700-talet eller mellan åren 1804 och 1817.
Vem som skrev hymnen är okänt. Men baserat på texten och enligt en analys av textens stil, antas det att den komponerades av en munk i Srem, vilket idag är en region som delas mellan Serbien och Kroatien.

## Hymnen på serbiska[1]
- Hymnen på serbiska (med engelsk översättning)

### Text
Благодарна Србијо,
Пуна си љубави
Према своме пастиру
Светитељу Сави.
Цело Српство слави славу
Свога оца Светог Саву.
Појте му Срби, (x2)
Песму и утројте!
С неба шаље благослов
Свети отац Сава;
Са свих страна сви Срби
С мора и Дунава.

К небу главе подигните
Саву тамо угледајте.
Саву српску славу, (x2)
пред престолом Творца!

Пет векова Србин је
У ропству чамио
Светитеља Саве
Име је славио.
Свети Сава Србе воли
И за њих се Богу моли.
Појте му Срби, (x2)
Песму и утројте!

Да се српска сва срца
С тобом уједине,
Сунце мира, љубави,
Да нам свима сине,
Да живимо сви у слози,
Свети Саво, ти помози,
Почуј глас свог рода, (x2)
српскога народа!
Latinska:
Uskliknimo s ljubavlju
Svetitelju Savi
Srpske crkve i škole
Svetiteljskoj glavi.
Tamo venci tamo slava
Gde naš srpski pastir Sava.
Pojte mu Srbi, (x2)
Pesmu i utrojte!

Blagodarna Srbijo,
Puna si ljubavi
Prema svome pastiru Svetitelju Savi.
Celo Srpstvo slavi slavu
Svoga oca Svetog Savu.
Pojte mu Srbi, (x2)
Pesmu i utrojte!
S neba šalje blagoslov
Sveti otac Sava;
Sa svih strana svi Srbi
S mora i Dunava.

K nebu glave podignite
Savu tamo ugledajte.
Savu srpsku slavu, (x2)
pred prestolom Tvorca!

Pet vekova Srbin je
U ropstvu čamio
Svetitelja Save
Ime je slavio.
Sveti Sava Srbe voli
I za njih se Bogu moli.
Pojte mu Srbi, (x2)
Pesmu i utrojte!